# Constantin Poroineanu
Constantin Poroineanu (n. 1843, Târgoviște – d. 15 septembrie 1908, Caracal) a fost un avocat român, mare proprietar de moșii în Romanați.

## Biografie
Constantin Poroineanu, una dintre personalitățile emblematice ale Caracalului și județului Romanați, s-a născut la Târgoviște în anul 1843.
Bunicii săi erau Badea Cocoși Poroineanu, polcovnic de seimeni dîn satul Poroina județului Mehedinți (de unde probabil vine numele Poroineanu) , și Măriuța din satul Pietrari, județului Dâmbovița .
Tatăl său Sache Poroineanu era funcționar la stat, fiind sameș (casier) la cancelariile fiscale ale județelor Romanați, Teleorman județului Râmnicu Sărat și județului Ialomița, secretar de prefectură, judecător al  județului Dâmbovița și administrator al  județului Muscel. . Proprietar al mai multor moșii și pădueri era și unul dintre cei mai bogați oameni din  județul Dâmbovița. Om învățat, Sache Poroineanu a scris poezii în limba română și greacă,a tradus din limba greacă 
"Descrierile morale" ale lui Konstantinos Oikonomos și din limba franceză poezii de Alphonse de Lamartine și a adunat proverbe populare. Mama sa, Elena Jianu, era fiica paharnicului Ștefan Jianu, mare proprietar in județul Romanați
A avut un frate, Sache Poroineanu (1838-1906), colonel de artilerie și o soră, Eufrosina Poroineanu (1851-1902). Eufrosina era foarte cultivată, vorbea franceza, engleza și germana, fiind și o pianistă talentată. Fiind însă bolnăvicioasă nu s-a măritat niciodată și a trăit în casa fratelui ei Constantin.   

Constantin Poroineanu și-a început studiile universitare la Facultatea de Drept din București, terminându-le la Paris. 
Întors in țară, a început să lucreze ca avocat, dedicându-se apoi administrării moșiilor sale. Moștenind nu doar averea mamei sale, dar și cea a doi unchi din familia Jianu care au murit fără moștenitori direcți, Constantin Poroianu a devenit unul din cei mai de seamă proprietari rurali din România. 
Constantin Poroineanu s-a stins din viață pe 15 septembrie 1908, în vârstă de 65 de ani, sinucigându-se.
Nu a fost căsătorit niciodată, nu a avut copii.

## Activitate politică
Constantin Poroineanu a intrat în politică, activând în cadrul Partidului Național Liberal. A reprezentat județul Romanați în parlament în zece legislaturi. Sub semnătura sa, în calitate de secretar, au fost promulgate numeroase legi în cadrul Adunării Deputaților: legea salinelor din 1881, legea pentru înființarea spitalelor rurale votată la 11 iunie 1881 și nu în ultimul rând, legea prin care România a fost proclamată regat, Carol I luând pentru sine și moștenitorii săi titlul de rege (votată în unanimitate la 14 martie 1881)
Având merite deosebite în plan politic, social și cultural, a fost decorat cu Ordinul Steaua României, Ordinul Coroana României, Ordinul Leopold al Belgiei, toate în grad de Comandor și cu  Medalia Apărătorilor Independenței.

## Acțiuni filantropice
Constantin Poroineanu a avut o susținută activitate filantropică.
A sprijinit în fiecare an, împărțind prin primării ajutoare bănești și în natură, pe oamenii din Romanați lipsiți de mijloace materiale. În fiecare an, cu prilejul a diverse sărbători oferea țăranilor sau copiilor săraci ajutoare bănești sau în natură. Elevilor cu rezultate bune la învățătură de la gimnaziul «Ioniță Asan» le-a dăruit cărți și haine. A donat la sfârșitul secolului al XIX-lea și începutul secolului XX, gimnaziului din Caracal doua frumoase colecții de figuri, una de anatomie executată la Paris și alta de cartoane de istorie naturală cu eșantioane aplicate. 
De asemenea, a sprijinit activitățile instituțiilor de asistență socială. Astfel, a donat 12.000 lei  Spitalului din Caracal. 
Pentru a stimula cercetările geografice în județ, Constantin Poroineanu a instituit un premiu de 500 lei în cadrul Societății Române de Geografie pentru cea mai elaborată hartă a județului Romanați.  

## Testamentul lui Constantin Poroineanu
La 14 septembrie 1908, cu o zi înainte de a se sinucide Constantin Poroianu și-a scris testamentul prin care lăsa Primăriei Municipiului Caracal cea mai mare parte a averii sale primăriei estimată la 3.100.000 de lei, dintre care 2.150.000 parte imobiliară. Testamentul îl desemnează pe Vintilă I. C. Brătianu ca executor testamentar  Diverse sume de bani sunt lăsate moștenire rudelor de diverse grade, prietenilor apropiați și celor care l-au slujit. De asemenea, lasă o sumă de bani pentru înființarea a două paturi în Spitalul din Târgoviște, precum și pentru terminarea monumentului din Cimitirul Bellu. 
Autoritățile locale caracalene sunt obligate prin testament să facă o comemorare anual: "În fiecare an la aniversarea tristă a mea, Primăria Orașului Caracal va face atât în orașul Caracal, cât și în orașul Târgoviște câte un parastas, făcând mese la săraci, pentru suma de câte una sută lei și se deleagă un Domn Consilier care să asiste la parastas, plătindu-i-se cuvenita diurnă stabilită anume prin buget."
Pentru a intra în posesia moștenirii, Primarul Municipiului Caracal și membrii consiliului local s-au mutat la București pentru o săptămână, organizând o licitație în casa lui Constantin Poroineanu unde s-au vândut o parte din avere. Restul bunurilor a fost încărcat în două vagoane și transportat la Caracal.
Nu există informații asupra modului în care această obligație a fost îndeplinită de Primăria Municipiului Caracal în perioada de după decesul lui Constantin Poroineanu. În timpul regimului comunist nu s-au respectat condițiile testatorului. Abia din 1996, Primăria Municipiului Caracal îl serbează pe Constantin Poroineanu printr-un Te Deum, în ziua Sfinților Împărați Constantin și Elena Celelalte obligațiuni, anume finanțarea de către Primăria Municipiului Caracal a unui parastas în Municipiul Târgoviște sau organizarea unor mese pentru săraci nu au fost respectate de Primăria Municipiului Caracal. Deși conform Codului Penal din România, nerespectarea unor dispoziții testamentare poate determina anularea donației, aceste prevederi continuă să fie ignorate, chiar dacă cheltuiala nu reprezintă decât 0.0032% din valoarea moștenirii.

## Mormântul lui Constantin Poroineanu

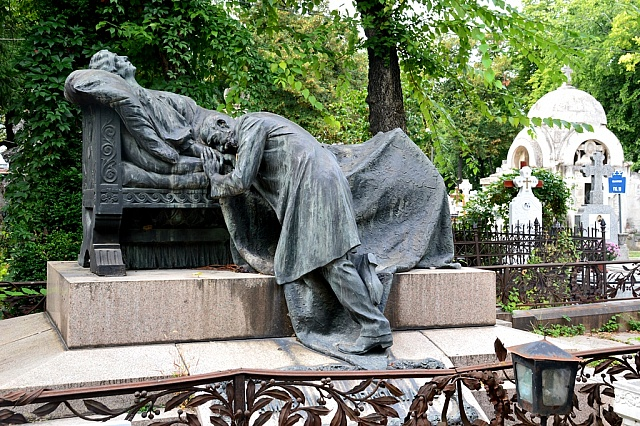
Bucuresti Bellu monument Poroineanu foto de Florica Jianu

În cimitirul Bellu Eufrosina și Constantin Poroineanu au unul dintre cele mai frumoase monumente facut de Raffaello Romanelli. Grupul statuar a fost comandat de Constantin Poroianu după moartea în 1902 surorii sale Eufrosina. Monumentul nu a fost terminat înainte de moartea lui Constantin, testamenul său incluzând clauza plății de către Primăria Caracal a terminării lucrărilor.

## Legenda Poroineanu
Sinuciderea lui Constantin Poroineanu a condus la crearea unei legende, care, deși cu totul fictivă, a fost periodic repetată. Conform acesteia, Constantin Poroineanu ar fi avut un fiu, Sergiu, născut în România, cât și o fiică nelegitimă, Mirabelle, născută la Paris în urma unei legături din perioada studiilor sale în Franța. Cu peste douăzeci de ani mai târziu, Sergiu și Mirabelle s-ar fi întâlnit la Paris, s-ar fi îndrăgostit și s-ar fi căsătorit. Întorcându-se în țară, ar fi aflat că sunt frate și soră și s-ar fi sinucis. Această dramă l-ar fi determinat și pe Constantin Poroineanu să se sinucidă.   
Nu există nicio referință care să ateste o căsătorie a lui Constantin Poroineanu sau existența unui fiu. Cu toate acestea, legenda este susținută de unii istorici, printre care Dana-Roxana Nicula, muzeograf la Muzeul Municipiului București. 
Legenda a dus la diferite variante, cu mai multe detalii imaginare. Un exemplu al unei asemenea divagări extreme este povestea care prezintă mormântul lui Constantin Poroianu (greșit atribuit lui Carol Storck. Eroii povestirii sunt însă membrii unor familii imaginare: Magheru-Mavrogheni și Ghika-Sturdzești, iar întâlnirea celor doi tineri ar fi avut loc la New York.

## Memoria lui Constantin Poroineanu

### Parcul Poroineanu
În anul 1893, Constantin Poroineanu a cedat Primăriei Caracal un heleșteu și pădurea învecinată, în scopul construirii unui parc, finanțând și despăgubirea proprietarilor terenurilor din zonă. Situat în partea de vest a orașului, în apropiere de centrul administrativ, parcul „Constantin Poroineanu” acoperă o suprafață de 25 ha este încadrat între două cartiere, Bold și Protoșeni. 
În 1905 autoritățile locale contractează un împrumut și aleg pe inginerii peisagiști Emil Pinard (colaborator la proiectarea al Parcului Nicolae Romanescu din Craiova
) și Édouard Redont (realizator al Parcului Nicolae Romanescu din Craiova și al Expoziției Generale Române  din 1906 din Parcul Carol I - București) să elaboreze planul parcului. Amenajarea parcului se desfășoară între anii 1908-1914. Apoi, abia în 1927 se realizează noi lucrări de îmbunătățire, printre care pavarea aleilor, înlocuirea gazonului și construirea unor bănci din cărămidă. 
În prezent Parcul Poroineanu este unul dintre cele mai importante obiective de arhitectură peisagistică din România și cel de-al treilea parc natural ca dimensiune din Europa

### Bustul lui Constantin Poroineanu
Simultan cu monumentul funerar din Cimitirul Bellu, sculptorul Raffaelo Romanelli a realizat un bust în marmură al lui Constantin Poroineanu, care urma să fie instalat în Parcul Poroineanu. Din cauza nepăsării și indiferenței autorităților locale, bustul a fost uitat în Librăria Ilie Mărculescu din Caracal. În 1925, I.D.Ianculescu, deputat de Romanați, ia inițiativa instalării unui bust al marelui latifundiar.
Ziarul "Vremea" din iulie 1928 publica un important apel către caracaleni în care se spunea: "Cetățeni ai Caracalui, dați obolul dumneavoastră pentru soclul bustului lui Poroineanu. Cel care și-a lăsat averea întreagă comunei trebuie așezat pe soclu ridicat prin obol public". În 1928, bustul în bronz este dezvelit. În timpul regimului comunist, monumentul este dărâmat și bustul este topit. Din fericire, bustul din marmură al lui Poroineanu, după care se realizase bustul din bronz fusese păstrat la Colegiul Național „Ioniță Asan”. Acest bust a fost utilizat pentru refacerea monumentului, care a fost ridicat la intrarea în Parcul Poroineanu, în 2008. 